# Manzanares (rivier)
De Manzanares is een rivier in Centraal-Spanje.
De rivier is 92 km lang en stroomt door Madrid, alvorens in de rivier de Jarama uit te monden. De Manzanares ontspringt in de buurt van de Navacerrada-Pas in de Sierra de Guadarrama.
De rivier was een geliefde plek voor de Madrilenen om verkoeling te zoeken, en inspireerde verschillende kunstenaars, onder wie Goya.

## Galerij

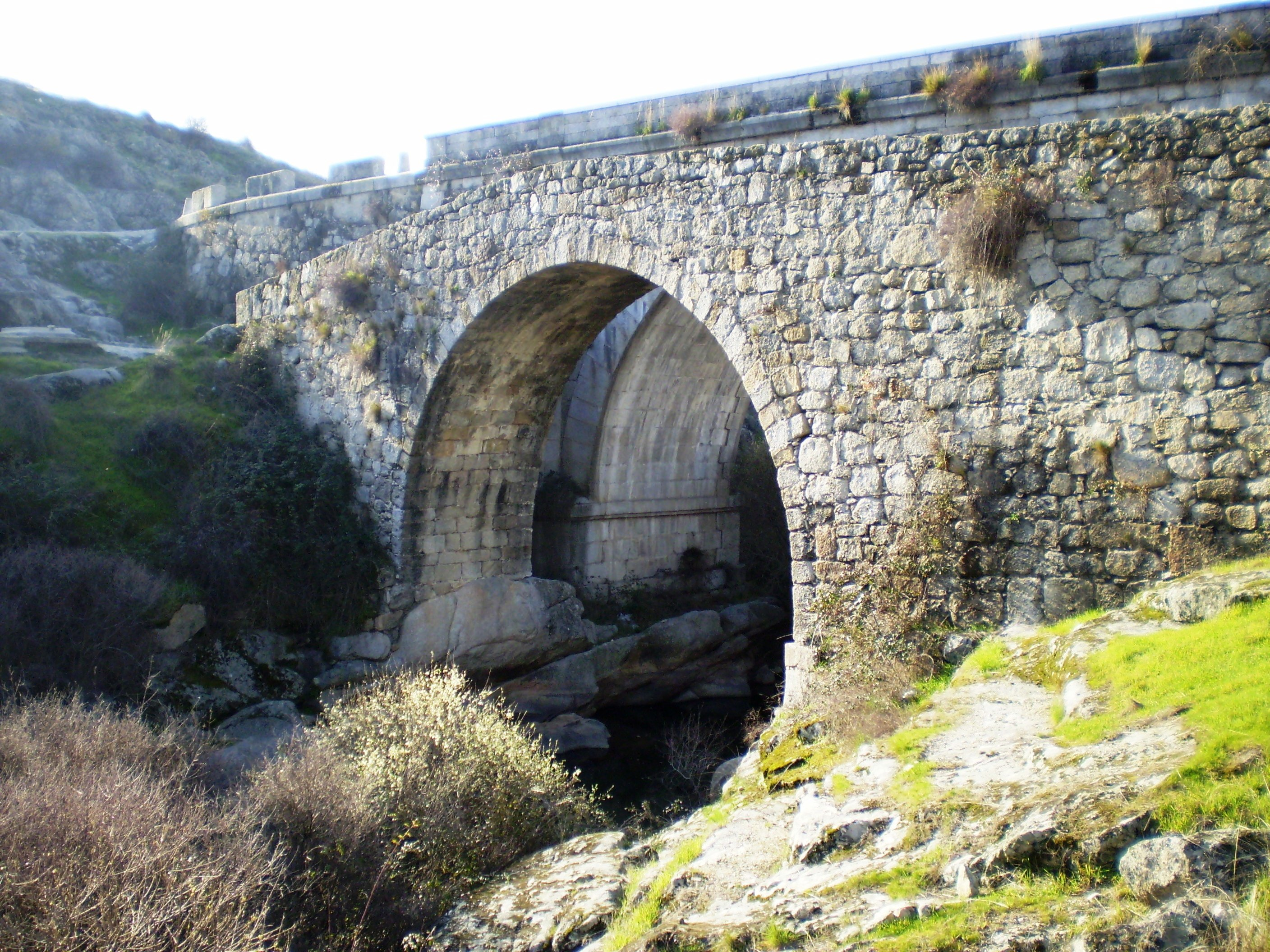
Brug over de Manzanares bij Grajal
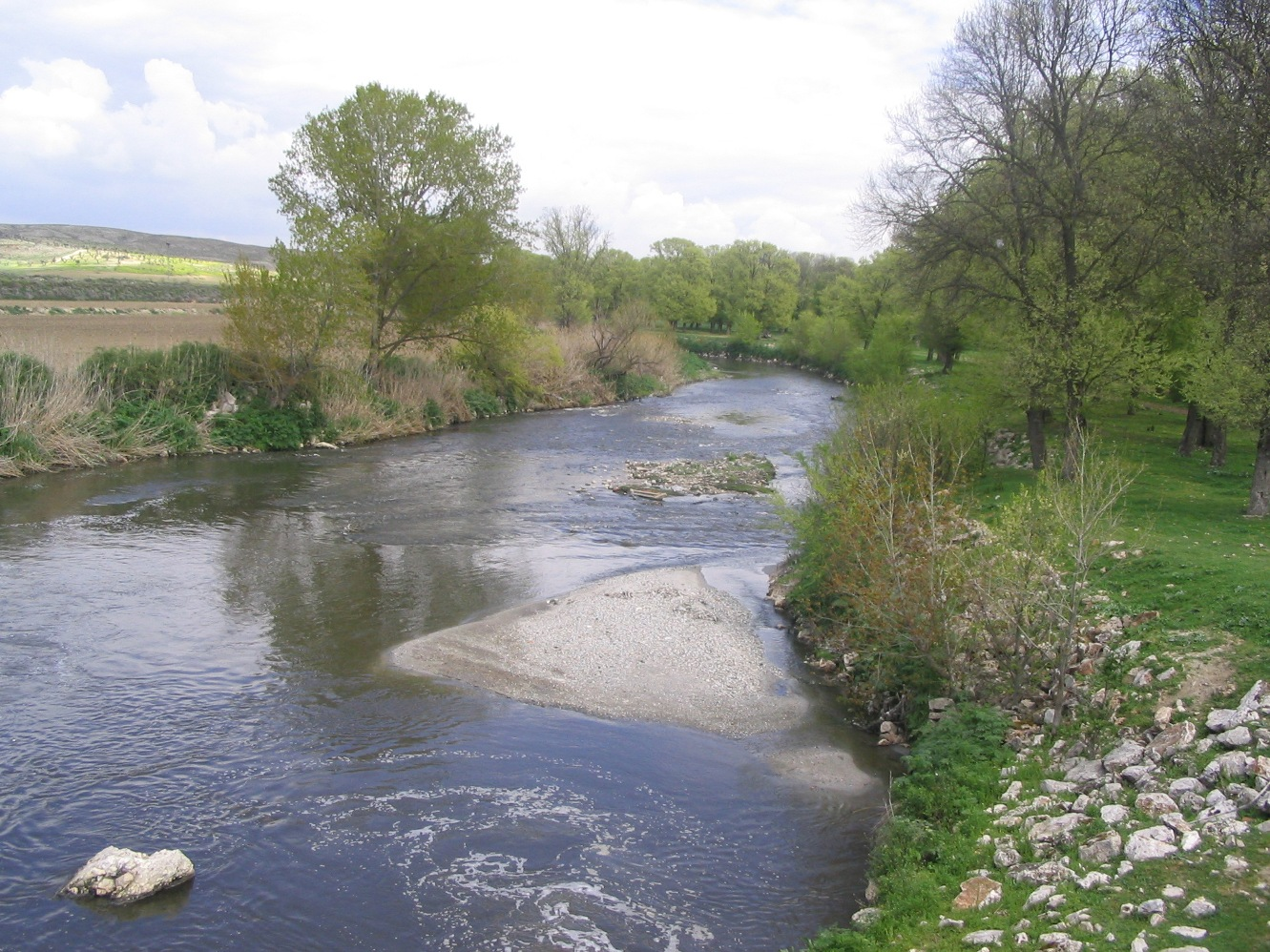
De Manzanares bij Getafe
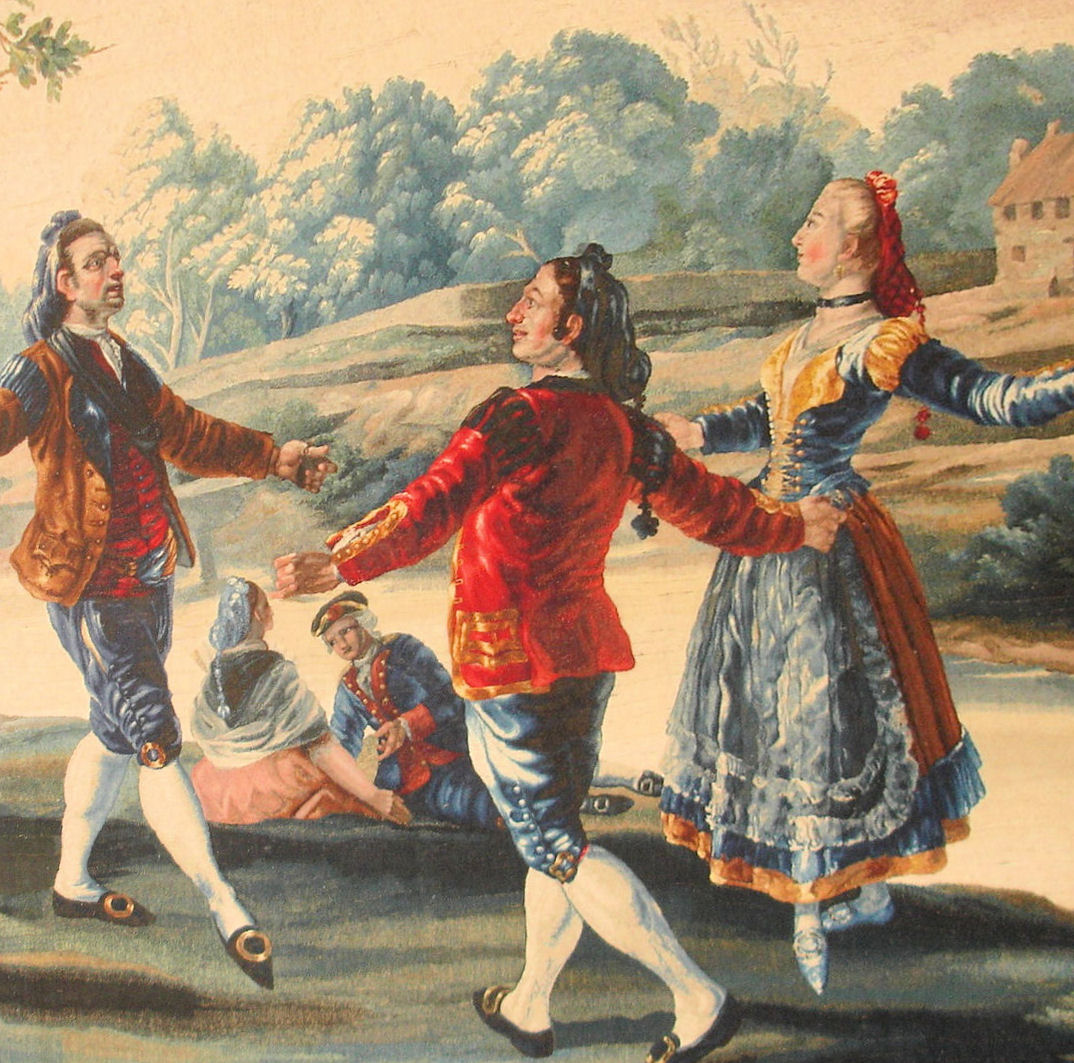
Detail van "Baile a orillas del Manzanares" in het Goya Salon - Koninklijk Paleis van Brussel

- Biblioteca Nacional de España: XX455310
- Virtual International Authority File: 5890155919293539730004